# Rhagionemestriidae
Rhagionemestriidae (лат.) — семейство вымерших насекомых из подотряда короткоусых двукрылых. Включает девять видов в составе восьми родов. Древнейшие представители были найдены в среднеюрских отложениях Китая, самые поздние находки семейства происходят из мелового бирманского янтаря.
Изначально рассматривалось как подсемейство в составе длиннохоботниц. Семейство сближали также с шаровками и древоедками. 
Представители семейства обладают массивным телом, лишенным щетинок, крупной полусферической головой, очень короткими антеннами, состоящими из трех сегментов. Жилка r-m в крыле зачаточная или отсутствует, имеется хорошо развитая диагональная жилка.   